# Cotylosauria
Los cotilosaurios (Cotylosauria) son el primer orden de saurópsidos (reptiles) y el más primitivo.

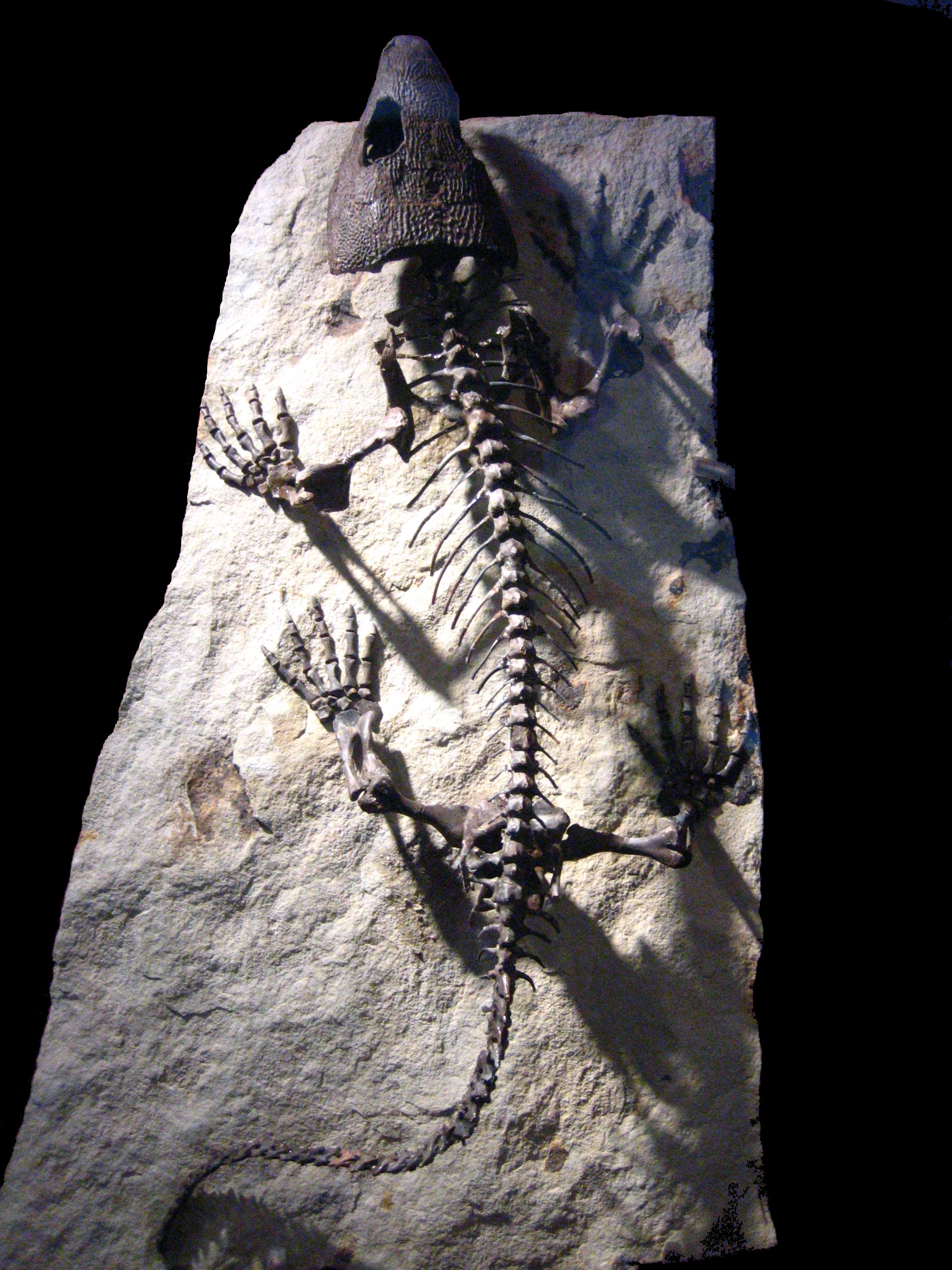
Caprorhinus agutí

Estos animales surgieron en el Carbonífero Superior a partir de los anfibios laberintodontes, y se extinguieron durante el Pérmico. Eran de tamaño pequeño o mediano (raramente superaban los 2 m de largo) y tenían aspecto parecido al de los lagartos, con los que no guardan relación.